# James William Bain
Pour l’article homonyme, voir Bain.
James William Bain, né le 22 juin 1838 à Saint-Polycarpe (Bas-Canada, actuel Québec) et décédé le 27 octobre 1909 à l'âge de 71 ans), était un marchand et homme politique fédéral du Québec.

## Biographie
Né dans la presqu'île de Vaudreuil-Soulanges, James William Bain tente de se faire élire dans la circonscription fédérale de Soulanges en 1882 mais est défait. Il devient député du Parti conservateur dans la circonscription  lors d'une élection partielle déclenchée après la destitution du député Georges-Raoul-Léotale-Guichart-Humbert Saveuse de Beaujeu à la suite d'une pétition en 1883. Réélu en 1885 et en 1887, il est défait par le candidat indépendant Joseph-Octave Mousseau en 1891. Ce dernier démissionne en 1892, ce qui permet à Bain de reprendre la circonscription. Bien que la première élection partielle de 1892 est déclarée nulle, il remporte la seconde élection partielle. Il ne se représente pas en 1896.